# Sierras Centrales y Embalse de Alange
Sierras Centrales y Embalse de Alange este o arie protejată (arie de protecție specială avifaunistică — SPA) din Spania întinsă pe o suprafață de 17.692,41 ha, integral pe uscat.

## Localizare
Centrul sitului Sierras Centrales y Embalse de Alange este situat la coordonatele 38°45′31″N 6°13′16″W / 38.758611°N 6.221111°V.

## Înființare
Situl Sierras Centrales y Embalse de Alange a fost declarat arie de protecție specială avifaunistică în iunie 2003 pentru a proteja 2 specii de plante și 133 de specii de animale.

## Biodiversitate
Situată în ecoregiunea mediteraneană, aria protejată conține 13 habitate naturale: Galerii de Salix alba și de Populus alba, Pajiști umede mediteraneene cu ierburi înalte de Molinio-Holoschoenion, Tufărișuri termo-mediteraneene și de pre-deșert, Grohotișuri termofile și vest-mediteraneene, Păduri de Olea și Ceratonia, Matorral arborescenți cu Juniperus spp., Pseudostepă cu ierburi și specii anuale de Thero-Brachypodietea, Dehesas cu Quercus spp. perene, Păduri de Quercus suber, Păduri de Quercus ilex și Quercus rotundifolia, Galerii și tufărișuri riverane sudice (Nerio-Tamaricetea și Securinegion tinctoriae), Pante stâncoase silicioase cu vegetație casmofită, Iazuri temporare mediteraneene.
La baza desemnării sitului se află mai multe specii protejate:
- plante (2): Narcissus fernandesii, Narcissus pseudonarcissus subsp. nobilis
- păsări (124): uliu păsărar (Accipiter nisus), lăcar mare (Acrocephalus arundinaceus), fluierar de munte (Actitis hypoleucos), ciocârlie-de-câmp (Alauda arvensis), pescăruș albastru (Alcedo atthis), rață sulițar (Anas acuta), rață lingurar (Anas clypeata), rață pitică (Anas crecca), rață fluierătoare (Anas penelope), rață mare (Anas platyrhynchos), rață pestriță (Anas strepera), gâscă cenușie (Anser anser), fâsă de luncă (Anthus pratensis), lăstunul mare (Apus apus), Apus caffer, Apus pallidus, acvilă de munte (Aquila chrysaetos), stârc cenușiu (Ardea cinerea), rață-cu-cap-castaniu (Aythya ferina), buha (Bubo bubo), Bubulcus ibis, pasărea ogorului (Burhinus oedicnemus), ciocârlie-cu-degete-scurte (Calandrella brachydactyla), Calidris alba, fugaci roșcat (Calidris ferruginea), fugaci pitic (Calidris temminckii), Caprimulgus ruficollis, Certhia brachydactyla, Cettia cetti, prundăraș de sărătură (Charadrius alexandrinus),  prundaș gulerat mic (Charadrius dubius), chirighiță-cu-obraz-alb (Chlidonias hybridus), chirighiță neagră (Chlidonias niger), barză albă (Ciconia ciconia), barză neagră (Ciconia nigra), șerpar (Circaetus gallicus), erete de stuf (Circus aeruginosus), erete vânăt (Circus cyaneus), erete cenușiu (Circus pygargus), Clamator glandarius, porumbel (Columba livia), porumbel gulerat (Columba palumbus), dumbrăveancă (Coracias garrulus), cuc (Cuculus canorus), lăstun de casă (Delichon urbica), ciocănitoare pestriță mare (Dendrocopos major), egretă albă (Egretta alba), egretă mică (Egretta garzetta), Falco naumanni, șoimul rândunelelor (Falco subbuteo), vânturel roșu (Falco tinnunculus), lișiță (Fulica atra), Galerida theklae, becațină comună (Gallinago gallinago), găinușă de baltă (Gallinula chloropus), pescăriță râzătoare (Gelochelidon nilotica), ciovlica roșcată (Glareola pratincola), cocor (Grus grus), vulturul pleșuv sur (Gyps fulvus), Hieraaetus fasciatus, acvilă pitică (Hieraaetus pennatus), piciorong (Himantopus himantopus), rândunică roșcată (Hirundo daurica), rândunică (Hirundo rustica), sfrâncioc mare (Lanius excubitor), sfrâncioc cu cap roșu (Lanius senator), pescăruș sur (Larus canus), pescăruș negricios (Larus fuscus), pescăruș-cu-cap-negru (Larus melanocephalus), pescăruș râzător (Larus ridibundus), ciocârlie de pădure (Lullula arborea), privighetoare (Luscinia megarhynchos), prigoare (Merops apiaster), gaia neagră (Milvus migrans), gaia roșie (Milvus milvus), mierlă albastră (Monticola solitarius), codobatură galbenă (Motacilla alba), muscar sur (Muscicapa striata), vultur egiptean (Neophron percnopterus), rață cu ciuf (Netta rufina), stârc de noapte (Nycticorax nycticorax), pietrar mediteranean (Oenanthe hispanica), Oenanthe leucura, grangur (Oriolus oriolus), ciuf-pitic (Otus scops), vultur pescar (Pandion haliaetus), vrabie de stâncă (Petronia petronia), cormoran mare (Phalacrocorax carbo), codroșul de pădure (Phoenicurus phoenicurus), pitulice de munte (Phylloscopus bonelli), pitulice de munte (Phylloscopus collybita), pitulice-fluierătoare (Phylloscopus trochilus), ciocănitoarea verde (Picus viridis), lopătar (Platalea leucorodia), ploier auriu (Pluvialis apricaria), corcodel mare (Podiceps cristatus), corcodel-cu-gât-negru (Podiceps nigricollis), brumăriță de pădure (Prunella modularis), Pterocles alchata, Pterocles orientalis, Ptyonoprogne rupestris, Pyrrhocorax pyrrhocorax, ciocântors (Recurvirostra avosetta), lăstun de mal (Riparia riparia), mărăcinar negru (Saxicola torquatus), chiră mică (Sterna albifrons), turturică (Streptopelia turtur), silvie cu cap negru (Sylvia atricapilla), silvie roșcată (Sylvia cantillans), Sylvia hortensis, silvie mediteraneană (Sylvia melanocephala), silvie de tufiș (Sylvia undata), corcodel mic (Tachybaptus ruficollis), Tachymarptis melba, călifar alb (Tadorna tadorna), spârcaci (Tetrax tetrax), fluierar negru (Tringa erythropus), fluierar de mlaștină (Tringa glareola), fluierar cu picioare verzi (Tringa nebularia), fluierarul cu picioare roșii (Tringa totanus), pănțărușul (Troglodytes troglodytes), sturzul de vâsc (Turdus viscivorus), pupăză (Upupa epops), nagâț (Vanellus vanellus)
- mamifere (2): vidră de râu (Lutra lutra), liliacul mare cu potcoavă (Rhinolophus ferrumequinum)
- pești (5): Cobitis paludica, Luciobarbus comizo, Pseudochondrostoma willkommii, Rutilus alburnoides, Rutilus lemmingii
- reptile (2): țestoasa de baltă (Emys orbicularis), Mauremys leprosa